# Prokoenenia californica
Prokoenenia californica är en spindeldjursart som beskrevs av Filippo Silvestri 1913. Prokoenenia californica ingår i släktet Prokoenenia och familjen Prokoeneniidae. Inga underarter finns listade i Catalogue of Life.